# Іван Александр
Іван Александр (Іоанн-Александр, болг. Иван Александър, ? — 17 лютого 1371) — болгарський цар у 1331–1371 роках. Син деспота Стратимира й Кераци Петрици, сестри болгарського царя Михайла Шишмана. Первинно Іван Александр був деспотом Ловеча. 1331 року зведений на болгарський престол, повернув усе втрачене болгарами після смерті царя Михайла Шишмана у греків та захопив Фракію до Філіпополя включно.

## Правління
Болгарія за Івана Александра стрімко оговтувалась від іноземного вторгнення та громадянської війни. Наступний період був золотою добою для середньовічної болгарської культури. Незважаючи на Чорну смерть та іноземні вторгнення, що відновились у наступні роки, більша частина царства Івана Александра насолоджувалась миром й відносним процвітанням упродовж чотирьох десятиріч; і церкви, й монастирі були забезпечені у безпрецедентному масштабі. Однак, навіть за часів розквіту на початку 1340-х Іван Александр виявив ознаки слабкості й нерішучості, а його політика характеризувалась спробами пошуку компромісів. У старості він більше був неспроможним відбиватись від ворогів та проявляти ефективний контроль над усім  царством, це також зробило свій внесок до послаблення царської влади в Болгарії, розділило країну між його двома синами (Іван Срацимір та Іван Шишман) від різних матерів.
З середини XIV століття Болгарія стала жертвою прагнень угорського короля Людовіка I Анжуйського. Король Угорщини захопив Молдавію 1352 року. Потім, 1365 угорці окупували Відінське князівство та взяли у полон правителя цього князівства Івана Срациміра та його родину. Тим часом болгари та візантійці зіткнулись знову 1364 року, й коли імператор Іоанн V Палеолог повернувся з поїздки Заходом, болгари відмовили йому у проході через їхнє царство, що мало неприємні наслідки, оскільки Візантійський союзник, граф Савойї Амадей VI, захопив кілька болгарських морських міст, окрім Варни. Іван Александр був змушений піти на перемовини.
У громадянській війні між Кантакузином та Палеологами займав сторону то першого, то останніх, проте завжди зазнавав поразки від турків, союзників Кантакузина. 1364 року турки відняли у Болгарії Філіпополь та всі прилеглі території, і змусили Івана Александра до принизливого миру: він мав видати за султана Мурада свою дочку, Фамар, і визнати верховну владу султана. Невдовзі після цього 17 лютого 1371 року цар помер.
За Івана Александра були засуджені Варламова та Акіндимова єресі, до яких приєднались адамітські й скопницькі вірування. Слідом за цим в Болгарії з'явилось адамітство у більш повній формі, але його було припинено мирним чином проповіддю святого самітника Феодосія.
Єресь жидівствуючих, яка відкидала причастя, церкви, ікони та священство, спиралась, мабуть, на другу дружину Івана Александра, єврейку, яка прийняла православ'я під іменем Феодори. 1359 року Іван Александр знову скликав собор, особливо представницький, після чого була придушена й ця єресь. Разом із тим, за вироком царя й собору, євреїв було позбавлено права бути «власниками» в Болгарії.
За участі царя було засновано низку монастирів і церков (наприклад, Кіліфаревський монастир, Драгалевський монастир). Іван Александр надавав покровительство монастирю преподобного Григорія Синаїта в Парорії.